# Le Thillay
Le Thillay är en kommun i departementet Val-d'Oise i regionen Île-de-France i norra Frankrike. Kommunen ligger i kantonen Gonesse som tillhör arrondissementet Sarcelles. År 2022 hade Le Thillay 4 575 invånare.

## Befolkningsutveckling
Antalet invånare i kommunen Le Thillay
| Referens: INSEE |